# گولسا بیو
گئولسابیو، (کره ای: 걸사비우) یک رهبر نظامی قرن هفتم از تبار بایشان موهه بود. گئولسابیو نقش فعالی در تلاش بالهایی برای خودمختاری در برابر سلسله تانگ داشت. گئولسا بیو در نبرد تیانمنلینگ کشته شد، نبردی که در آن بالهه به پیروزی رسید و اعلام خودمختاری کرد.

## پیشینه
پس از سقوط گوگوریو، او به اجبار به یئونگجو (جویانگ) از سلسله تانگ منتقل شد و به عنوان یک زندانی زندگی کرد.
در سال ۶۹۵، لی جین چونگ و سون مان یونگ از خیتان، جو مون هوان، فرماندار مستبد یونگجو را کشتند و شورشی را آغاز کردند. او با سوءاستفاده از هرج و مرج، به همراه پناهندگان گوگوریو و مالگال به همراه گولگئول جونگ سانگ فرار کرد و به قلمرو قدیمی گوگوریو نقل مکان کرد.
در پاسخ، سلسله تانگ تلاش کرد تا با انتصاب ته جونگ سانگ به عنوان دوک جین و گئولسابیو به عنوان دوک هئو، او را متقاعد کند، اما وقتی آنها گوش ندادند، لی کایگو را برای حمله به گوگوریو و مردم مالگال فرستادند.
ته جونگ‌سانگ درست قبل از نبرد با تانگ درگذشت و گئولسابیو نیز در نبردی قبل از نبرد چون‌مون‌ریونگ درگذشت.

## آثاری با حضور
- 《سه پادشاهی》( کی‌بی‌اس۱ ، ۱۹۹۲ تا ۱۹۹۳) بازیگر: پارک بیونگ هون
- « ته جویونگ » ( کی‌بی‌اس، ۲۰۰۶-۲۰۰۷ ، بازیگر: چوی چول - هو )